# Romain Lesage
Jean Romain Lesage (Lyon, 22 de dezembro de 1924 — São Paulo, janeiro de 1996) foi um cineasta franco-brasileiro

## Na França
Em 1942, cursou o Centre des Jeunes du Cinéma de Nice, onde foi aluno de René Clement e Alain Resnais. Em 1943-44, já em Paris, fez parte da primeira turma do IDHEC (Institute des Hautes Études Cinématographiques). Trabalhou como ator nos filmes "Lumière d'été" (Jean Grémillon, 1943) e "Les Cadets de l'ocean" (Jean Dreville, 1945). Trabalhou como repórter nas revistas Images du Monde (1944) e France Dimanche (1947).

## No Rio de Janeiro
Estabeleceu-se no Brasil em 1948, a princípio no Rio de Janeiro, onde se tornou amigo de escritores como Otto Lara Resende, Fernando Sabino e Paulo Mendes Campos.
Em 1949-50, realizou seu primeiro filme de longa-metragem, "A Beleza do diabo", que lançou a atriz Beatriz Segall (na época assinando Beatriz Toledo). Pouco depois do lançamento, os negativos e as cópias do filme desapareceram num incêndio.
Ainda em 1950, começou a trabalhar em publicidade, como roteirista e montador da produtora Cine Castro. Em 1953, realizou seu primeiro documentário de média-metragem, "Bumba-meu-boi". Seu segundo longa, "Pluft, o fantasminha", foi um filme infantil, baseado na obra de Maria Clara Machado e com participações especiais de Tom Jobim e Vinícius de Moraes no elenco. Foi também o primeiro filme a cores totalmente processado em laboratórios brasileiros, e recebeu o prêmio de melhor filme no Festival de Cinema Infantil de Santa Barbara, na Califórnia.
Em 1964, criou sua própria produtora, a Romain Lesage Produções Cinematográficas.

## Em São Paulo
Em 1966, mudou-se para São Paulo, onde sua produtora (que passou a se chamar Ciclo Filmes a partir de 1974) realizou mais de 100 documentários institucionais e técnicos. Destacam-se entre eles "A Pedra que canta", sobre a Itaipu binacional, que ganhou a Medalha de Prata no Festival Internacional de Nova York em 1987, e o curta-metragem "Mão Branca" (1988), sobre o cotidiano de um ermitão na região amazônica.
Seu último longa, o drama existencial "P.S.: Post scriptum", com Ênio Gonçalves, Yara Lins, Zaira Bueno e Jean-Claude Bernardet, teve participação polêmica no Festival de Gramado de 1981.
Em 1991 sofreu um enfarte, que terminou resultando no livro autobiográfico "De peito aberto", publicado (pela Editora Ágora, São Paulo) poucos meses após sua morte, por câncer, em 1996.

## Filmografia
(longas-metragens, como diretor e roteirista)
- 1949-50: A Beleza do Diabo[2]
- 1961: Pluft, o Fantasminha
- 1980: P.S.: Post Scriptum